# Disingenuous
Disingenuous er en kortfilm fra 2014 instrueret af Vincent Tilanus efter eget manuskript.

## Handling
En opringning fra en lækker men ukendt pige ændrer Oscars liv, efterhånden som han engagerer sig i et telefonforhold.